# Otto von Andrian-Werburg
Otto Gottfried Rudolf Freiherr von Andrian-Werburg (* 27. April 1876 in Aichach; † 13. Juni 1936 in München) war ein deutscher Verwaltungsjurist und Bezirksamtmann.

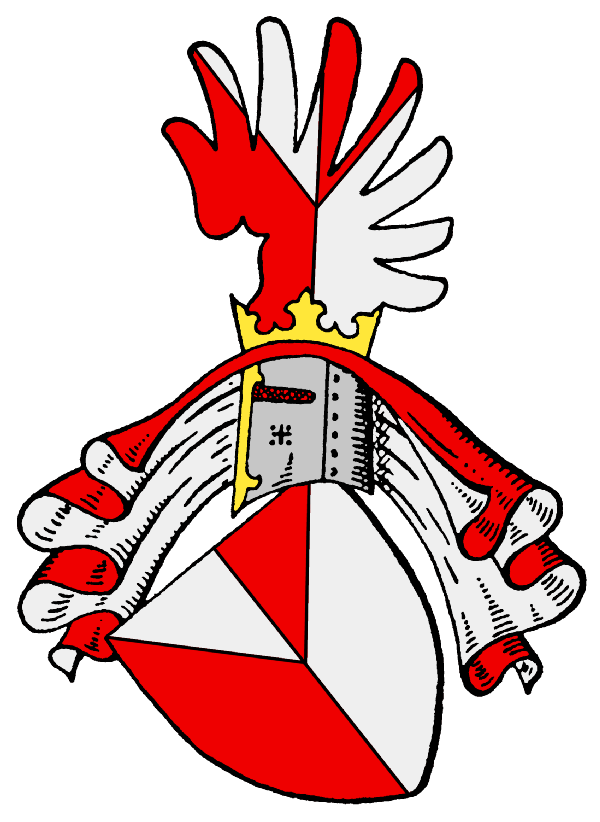
Stammwappen derer von Andrian-Werburg

## Leben

### Herkunft und Familie
Otto von Andrian-Werburg entstammte dem ursprünglich lombardischen Adelsgeschlecht Andrian-Werburg, das sich in Bayern ausbreitete und am 3. Oktober 1812 in die Adelsmatrikel bei der Freiherrenklasse im Königreich Bayern eingetragen wurde. Er war der Sohn des Regierungspräsidenten Rudolf von Andrian-Werburg
und dessen Ehefrau Margarethe Marie Walpurga Gengler (1846–1935), die am 18. Mai 1873 in Erlangen die Ehe geschlossen hatten.
Am 29. September 1910 heiratete Otto in Nabburg Anna Rosamunde Sindersberger (1887–1930). Aus der Ehe gingen drei Töchter und ein Sohn hervor.

### Beruflicher Werdegang
Von Andrian-Werburg studierte Rechtswissenschaften und legte 1901 das Große juristische Staatsexamen ab. Nach seiner Tätigkeit als Assessor bei den Bezirksämtern in Alzenau und Nabburg kam er am 1. April 1914 zur Regierung von Schwaben. Er wechselte in die Kommunalverwaltung und wurde zum 1. April 1919 als Bezirksamtmann zum Leiter des Bezirksamtes Burglengenfeld ernannt. Dieses Amt hatte er, nachdem er zum 1. April 1920 zum Bezirksoberamtmann übergeleitet worden war, bis zu seinem Weggang zur Regierung von Schwaben zum 1. August 1920 inne. Dort war er bei der Kammer des Innern beschäftigt und wurde zum Oberregierungsrat ernannt. Zum 1. Oktober 1935 wechselte er zur Regierung von Oberbayern, wo er im Amt verstarb.